# Musée du Désert
Le musée du Désert est un musée d'art et d'histoire inauguré en 1911, situé au Mas Soubeyran, sur la commune de Mialet, dans le département du Gard et la région Occitanie. Il retrace l'histoire du protestantisme français, et cévenol en particulier.
Le mot « Désert » définit une période bien précise pour les protestants : celle qui débute à la révocation de l’édit de Nantes par Louis XIV en 1685 (les protestants n’ont plus le droit de pratiquer la religion réformée), s’assouplit à l’édit de Tolérance signé par Louis XVI en 1787 (les protestants sont tolérés), et prend fin à la Révolution française (la liberté de conscience est reconnue). Un siècle durant lequel les huguenots devront s’exiler ou se cacher pour pratiquer leur culte. Le Désert a une forte résonance biblique puisqu’il évoque l’errance et les tribulations du peuple hébreu durant 40 années d’exode dans le désert du Sinaï. En pratique, il signifie : cachettes, lieux sauvages, vallées reculées, grottes et forêts des montagnes cévenoles où les camisards se réfugient pour se protéger des dragons du roi et pour prier.
Suivant un parcours dans 20 salles successives, il évoque les grandes périodes de l'histoire du protestantisme, des éléments du quotidien des protestants cévenols — mobiliers et objets familiers, cachettes, armes et cartes, livres interdits, galère… — et de la pratique cachée de cette religion — chaires portatives, objets du culte, bibles, registres clandestins des baptêmes, mariages et décès.
Le ministère de la Culture lui a décerné le label « Maison des illustres » en 2012.

## Historique

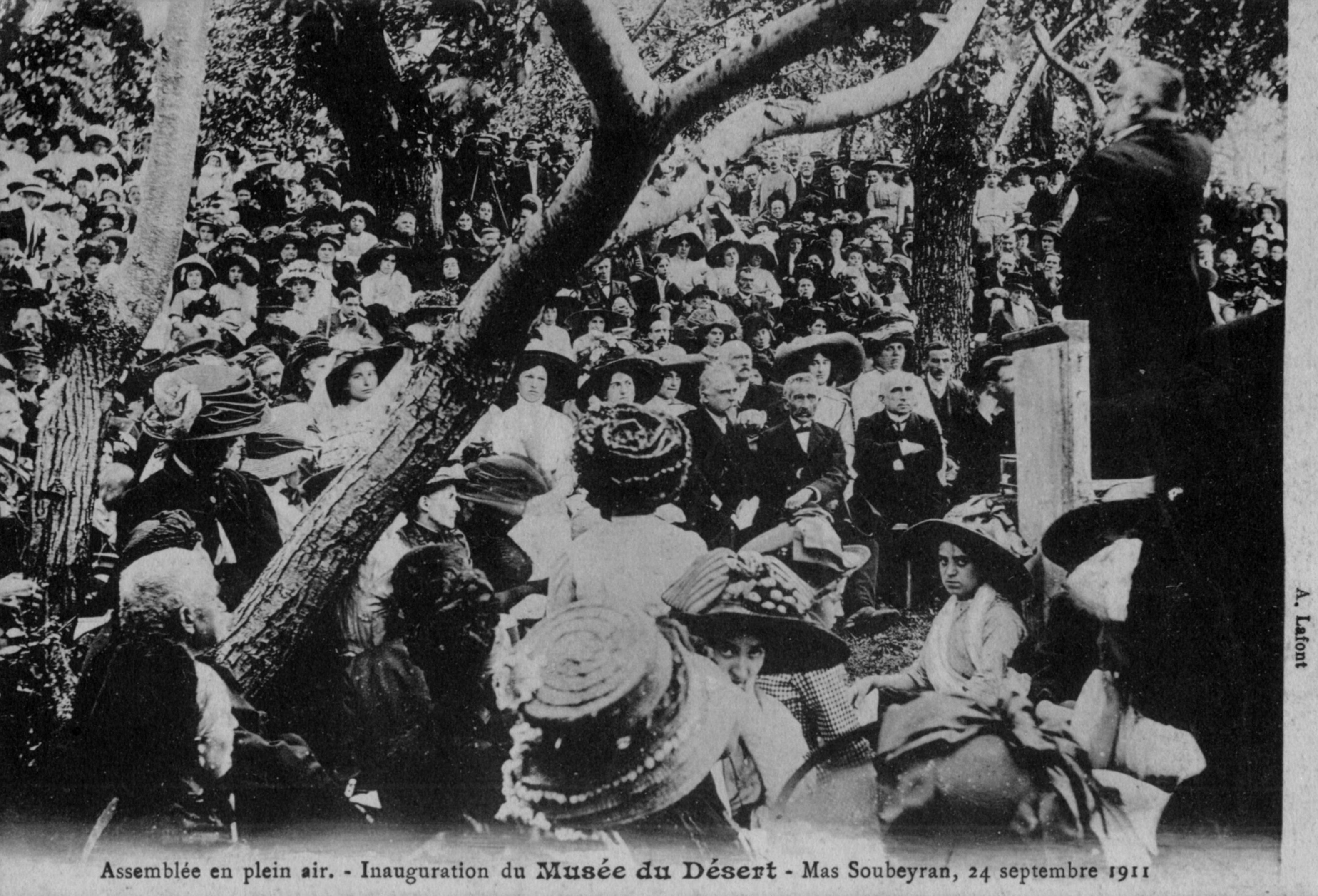
Inauguration du musée du Désert. Mas Soubeyran, 24 septembre 1911. Carte postale ancienne.

Créé en 1910 dans la maison natale du chef camisard Pierre Laporte (dit Rolland) par Edmond Hugues et Frank Puaux, ce musée appartient à la Société de l'histoire du protestantisme français et a connu de nombreuses évolutions dans son histoire. Depuis mars 2019, l'ouverture de quatre nouvelles salles vient proposer un espace muséographie plus moderne et une collection d'objets plus importants.
C’est toute la mémoire huguenote et protestante qui est présentée dans ce musée, en trois parties : de la Réforme à la Révocation, la maison de Rolland et le mémorial. On y retrouve les maisons d’un hameau cévenol typique, avec leurs caches pour échapper aux soldats, leurs vieux documents (lois interdisant les métiers d’hommes de loi ou de sages-femmes), leurs objets de la vie quotidienne et une collection extrêmement riche d’objets et de documents relatifs à l’histoire du protestantisme.
Aujourd'hui, dans une muséographie contemporaine tout d'abord, les premières salles évoquent les événements de la Réforme à la Révocation de l'édit de Nantes. Dans la maison de Rolland (du XVIIe siècle), sont abordées la guerre des camisards (1702-1704), les assemblées clandestines et la lente restauration de l'Église protestante, jusqu'à la Révolution française. Enfin, la troisième partie se termine avec le mémorial avec une salle consacrée à chacune des persécutions connues par les protestants français : à savoir l’exécution pour les pasteurs et prédicants, les galères perpétuelles pour les hommes, la prison à vie pour les femmes. Dans cette dernière partie, une référence aux pays du Refuge qui ont accueilli les protestants français pendant leur exil (Suisse, Angleterre, Pays-Bas, Saxe, Genève, Afrique du Sud, États-Unis ou encore Canada) est présentée mais aussi la résistance en France avec l'organisation de cultes familiaux, en cachette, le soir, représentés par une reconstitution.

### Assemblées du Désert
L'avant-dernier samedi du mois de juillet, une assemblée nocturne est organisée dans l'esprit des assemblées clandestines, à la tombée de la nuit.
Chaque année depuis 1911, le premier dimanche de septembre, 15 000 à 20 000 protestants français et étrangers se réunissent pour célébrer un culte dans l’esprit des assemblées interdites au temps du Désert. La journée se compose d'un culte le matin, de conférences historiques l'après-midi sur un thème différent chaque année et se termine par le chant de La Cévenole.